# Linia kolejowa nr 504
Linia kolejowa nr 504 – zelektryfikowana, jednotorowa linia kolejowa znaczenia miejscowego łącząca rozjazd nr 22 z rozjazdem nr 25 na stacji Warszawa Praga.
Linia stanowi łącznicę między linią kolejową nr 20 i linią kolejową nr 9. Łącznica ta umożliwia zjazd wagonów towarowych ze stacji Warszawa Praga Towarowa w kierunku stacji Warszawa Wschodnia Towarowa.